# 鬼の手こぼし
鬼の手こぼし（おにのてこぼし）は、福岡県八女地方（八女市立花町上辺春「かみへばる」）を発祥とするちまきである。

## 誕生の経緯
西南戦争時に西郷隆盛率いる兵団が、県境の山中集落に来た際、兵士が携帯食として腰にぶら下げていたアク巻き（鹿児島県のちまき）を住民が拾ってまねをして作り始めたのが始まりとされる。
名の由来は形が鬼のこぶしに似ていることから来ていて、鬼のこぶし→鬼の手こぶし→鬼の手こぼしと訛ってこの名になったとされる。

## 作り方
もち米・うるち米を半々にし、モウソウチクの皮を三角に包み、お湯で茹でる。その時に竹の皮から、お米へ香りが移る。